# Tron (film)
Tron is een Amerikaanse sciencefictionfilm uit 1982. Het was een van de allereerste films die intensief gebruikmaakte van door computers gegenereerde beelden. De film is een productie van Walt Disney Pictures. De hoofdrol wordt vertolkt door Jeff Bridges.
Tron was aanvankelijk geen groot succes, maar groeide (onder andere door diverse computerspellen) steeds meer uit tot een cultfilm.

## Verhaal
Computerprogrammeur Kevin Flynn, die werkt voor het bedrijf ENCOM, ontwerpt na werktijd op de bedrijfscomputer zijn eigen computerspellen. Hij droomt ervan met een van zijn spellen genoeg te verdienen om zijn eigen bedrijfje te kunnen starten. Een collega, Ed Dillinger, gaat echter met Flynn’s ontwerp aan de haal. Hij wordt al snel gepromoot binnen ENCOM vanwege “zijn” creaties terwijl Flynn zonder iets achterblijft.
Flynn probeert in te breken op de centrale computer om zo Dillinger te ontmaskeren, maar de Master Control Program (MCP) houdt hem tegen. Wanneer Flynn later weer een poging onderneemt, wordt hij door de MCP gedigitaliseerd en gedownload in het mainframeprogramma. Hier komt hij in contact met het programma TRON. MCP blijkt de macht in de computer te hebben overgenomen en onderdrukt alle andere programma's, die in deze cyberwereld eruitzien als hun menselijke scheppers (die zij “gebruikers” noemen). Samen met enkele vrienden trekt Flynn ten strijde tegen MCP en zijn soldaten. Om dit te bereiken moet Flynn onder andere deelnemen aan de spellen die hij ontworpen heeft.
Uiteindelijk slagen Flynn en Tron in hun opzet en de MCP wordt uitgeschakeld. Flynn keert terug naar de echte wereld met bewijs dat Dillinger zijn ontwerpen gestolen heeft. Flynn wordt de nieuwe CEO van ENCOM.

## Rolverdeling
| Acteur                 | Personage                                         |
| ---------------------- | ------------------------------------------------- |
| Jeff Bridges           | Kevin Flynn/Clu                                   |
| Bruce Boxleitner       | Alan Bradley/Tron                                 |
| David Warner           | Ed Dillinger/Sark/Stem van Master Control Program |
| Cindy Morgan           | Lora/Yori                                         |
| Barnard Hughes         | Dr. Walter Gibbs/Dumont                           |
| Dan Shor               | Ram/Popcorn medewerker                            |
| Peter Jurasik          | Crom                                              |
| Tony Stephano          | Peter/Sark's luitenant                            |
| Craig Chudy            | Strijder #1                                       |
| Vince Deadrick Jr.     | Strijder #2                                       |
| Sam Schatz             | Expert discusstrijder                             |
| Jackson Bostwick       | Hoofdbewaker                                      |
| David S. Cass Sr.      | Fabrieksbewaker                                   |
| Gerald Berns           | Bewaker #1                                        |
| Bob Neill              | Bewaker #2                                        |
| Ted White              | Bewaker #3                                        |
| Mark Stewart           | Bewaker #4                                        |
| Michael Sax            | Bewaker #5                                        |
| Tony Brubaker          | Bewaker #6                                        |
| Charlie Picerni        | Tankcommandant                                    |
| Pierre Vuilleumier     | Tankschutter #1                                   |
| Erik Cord              | Tankschutter #2                                   |
| Loyd Catlett           | Veroordeelde #1/Video Game Cowboy                 |
| Michael Dudikoff       | Veroordeelde #2 (as Michael Dudikoff II)          |
| Richard Bruce Friedman | Videogame speler                                  |
| Rick Feck              | Jongen in speelhal                                |
| John Kenworthy         | Jongen in speelhal                                |

## Achtergrond

### Ontstaan
Steve Lisberger kreeg in 1976 het idee voor Tron, toen hij als tekenaar het spel Pong voor het eerst zag. Hij raakte meteen gefascineerd door videospellen en wilde een film erover maken. Hij was echter gefrustreerd over de vele cliché’s die bestonden over computerspellen en computers zelf. Met Tron hoopte Lisberger videospellen bij een breder publiek bekend te maken. In 1977 verhuisden Lisberger en zijn zakenpartner Donald Kushner naar de westkust, alwaar ze hun eigen studio oprichtten om Tron te produceren.
De film werd aanvankelijk gepland als een animatiefilm met een paar live-action stukken als intro en slot. Lisberger wilde de film onafhankelijk financieren door verschillende computerbedrijven te benaderen, maar dit draaide op niks uit. Slechts een bedrijf, Information International, Inc., reageerde positief op het aanbod. Lisberger ontmoette Richard Taylor, een vertegenwoordiger van Information International. Samen kwamen ze met het idee om live-action beelden te combineren met computeranimatie. Rond deze tijd had Lisberger het storyboard al uitgewerkt en een paar korte scènes ontworpen voor een budget van $ 300.000. Omdat hij niet genoeg geld had om de film zelf te financieren, benaderde Lisberger Warner Bros., MGM en Columbia Pictures. Zij keurden allemaal de film af.
In 1980 brachten Lisberger en Taylor het scenario naar Disney, die destijds op zoek was naar meer gewaagde producties. Disney was echter terughoudend met het geven van een groot budget aan een beginnend producer en regisseur, die bovendien technieken wilden gebruiken die nog in de kinderschoenen stonden. De studio besloot uiteindelijk een testfilm te financieren. Deze was indrukwekkend genoeg voor Disney om Tron te produceren. Wel liet Disney het scenario aanpassen.

### Productie
Drie ontwerpers werden aan de film toegewezen om de computerwereld te ontwerpen; de Franse striptekenaar Jean Giraud (alias Moebius) ontwierp de kostuums, Syd Mead (bekend van Blade Runner) ontwierp de voertuigen en Peter Lloyd ontwierp de achtergronden.
Voor de vereiste computeranimatie richtte Disney zich tot de destijds grootste marktleiders op het gebied van computers; Information International Inc., MAGI en Digital Effects. Bill Kovacs werkte ook mee aan de film. Tron werd de eerste film die extensief van computeranimatie gebruikmaakte, en wordt daarom gezien als een mijlpaal op het gebied van computeranimatie. Toch bevat de film minder computeranimatie dan aangenomen. Slechts 15 tot 20 minuten computeranimatie werd in de film verwerkt. De technologie om computeranimatiebeelden te combineren met live-action was nog niet toereikend genoeg ten tijde van de productie, dus ziet men de twee vrijwel nooit samen in een scène.
De meeste scènes en visuele effecten werden met meer traditionele filmtechnieken gefilmd, waaronder "backlit animation". Hierbij werden de scènes die zich in de computerwereld afspelen in zwart-wit gefilmd tegen een volledig zwarte achtergrond, en daarna met rotoscopie ingekleurd. Dit proces was tijdrovend en vereiste veel filmlagen. De verschillende kwaliteit van deze lagen kwam de effecten bovendien niet ten goede. Dit proces bleek uiteindelijk dermate omslachtig, dat het na Tron nooit meer is toegepast op een andere film.
Het geluidsontwerp van de film werd verzorgd door Frank Serafine. Hij had in 1979 reeds meegewerkt aan Star Trek: The Motion Picture.
Meer dan 500 mensen waren betrokken bij de afronding van de productie, waaronder 200 tekenaars uit Taiwan. Aanvankelijk zouden de “goede” computerprogramma’s in de film geel gekleurd worden en de slechte blauw, maar halverwege de productie werd besloten dit te veranderen naar blauw voor de goede programma’s en rood voor de slechte. Toch zijn er nog enkele scènes in de film met de originele kleurcombinatie, zoals de scène met de lichtfietsen.
Tron is de enige film waarvoor opnames gemaakt zijn in het laboratorium van Lawrence Livermore National Laboratory. Dit lab deed dienst als het hoofdkwartier van ENCOM en de kamer waar de laser staat die Flynn digitaliseert.
De productie van de film werd behalve door budgetproblemen ook gehinderd door een dreigende staking van de Directors Guild of America.

### Muziek
De muziek van Tron werd geschreven door Wendy Carlos, die vooral bekend is van haar album Switched-On Bach en de muziek voor A Clockwork Orange. De muziek van Tron was de eerste samenwerking tussen Carlos en haar partner Annemarie Franklin. De muziek bevat een mix van analoge Moog synthesizer en GDS digital synthesizer (complexe additive en phase modulation), samen met niet-elektronische muziek gespeeld door het London Philharmonic Orchestra. Tevens werden twee nummers gecomponeerd door Journey.
De muziek werd in 1982 uitgebracht op grammofoonplaat en cassette door CBS Records. In 2002 werd de filmmuziek heruitgebracht op cd door Walt Disney Records.

### Uitgave en ontvangst
Tron ging in première in 1091 bioscopen. In het openingsweekend bracht de film $ 4,8 miljoen op. De opbrengst in Noord-Amerika bleef steken op 33 miljoen dollar, tegen een budget van 17 miljoen dollar.
Reacties op de film waren gemengd. Op Rotten Tomatoes scoort de film 68% aan goede beoordelingen. Roger Ebert van de Chicago Sun-Times gaf de film vier van vier sterren en prees de film voor zijn originaliteit. Variety daarentegen gaf de film een uitermate negatieve beoordeling. Hun kritiek was dat Tron het te veel moest hebben van effecten en maar weinig verhaal bevatte.
Het feit dat Tron geen commercieel succes werd, weerhield de grote studio's er jarenlang van om verder te investeren in computeranimatie. Specialisten zagen echter wel de potentie van het medium. Toch waren er grote kassuccessen nodig zoals Jurassic Park (1993) en Toy Story (1995) om de mogelijkheden van computeranimatie tot de gehele filmwereld door te laten dringen.

### Notities
- Tron is een commando uit de computerprogrammeertaal BASIC (tron = trace on), maar regisseur Steven Lisberger heeft gezegd dat hij daar niet van op de hoogte was en dat hij de titel uit het woord 'electronic' heeft gehaald.
- In 1982 verscheen een boekversie van de film.
- In 2003 verscheen er een computerspel dat eveneens een vervolg op het origineel uit 1982 met de naam Tron 2.0, Tron-maker Steven Lisberger zei dat het een officieel vervolg was op de film uit 1982, maar de regisseur van Tron: Legacy zei echter later in 2010 dat het niet-canoniek is.
- In 2011 verscheen een vervolg op de film met de naam Tron: Legacy. Dit is een Imax-3D film. Het Franse house- en electro-duo Daft Punk heeft de muziek voor deze film gemaakt.

## Prijzen en nominaties
Tron won in 1983 een Saturn Award voor beste kostuums.
De film werd datzelfde jaar genomineerd voor twee Academy Awards: beste kostuumontwerp en beste geluid.
Andere nominaties zijn:
- De Young Artist Award voor Best Family Feature - Animated, Musical or Fantasy
- De BAFTA Film Award voor beste visuele effecten
- Saturn Awards voor beste animatiefilm en beste sciencefictionfilm
- 2 DVD Première Awards (2003)